# Hiệp sĩ Nga (phi đội tiêm kích nhào lộn)
Phi đội bay "Hiệp sĩ Nga" (Tiếng Nga: Русские Витязи, Phiên âm Latin: Russkie Vityazi, Tiếng Anh: Russian Knights), là đội bay trình nhào lộn diễn của Không quân Nga. Thành lập vào ngày 5 tháng 4 năm 1991 tại căn cứ không quân Kubinka, đội gồm 6 người điều khiển máy bay tiêm kích chiếm ưu thế trên không Sukhoi Su-27, lần đầu tiên trình diễn bên ngoài Liên Xô vào tháng 9 năm 1991 tại Anh.

## Giới thiệu
Căn cứ không quân Kubinka nằm ở 60 km về phía tây Moscow. Trong nhiều năm, nó được biết tới với vai trò trình diễn những máy bay tiên tiến cho các nguyên thủ quốc gia. Ngày nay, căn cứ Kubinka được biết tới là trường đào tạo phi công máy bao nhào lộn tốt nhất ở Nga và là nơi 2 phi đội bay nhào lộn Hiệp sĩ Nga và Swift đóng quân. Kubinka còn là căn cứ chính của Không quân Nga tại khu vực Moscow

## Tai nạn
Ngày 12/12/1995, trên đường từ triển lãm hàng không Malaysia trở về Nga, 3 trong số 5 máy bay tiêm kích Su-27 của đội bay biểu diễn " Hiệp sĩ Nga " đã đâm vào núi gần căn cứ Cam Ranh, Việt Nam. Bốn phi công đã hy sinh.